# Ithkuil
L'Ithkuil (nome nativo Iţkuîl) è una lingua artificiale umana estremamente complicata creata dal linguista statunitense John Quijada tra il 1978 e il 2004.
Secondo la descrizione dell'autore, l'Ithkuil è "un progetto filosofico per una lingua ipotetica", che appare come un incrocio tra una lingua filosofica a priori ed una lingua logica. Tra gli obiettivi di Quijada vi era il tentativo di mostrare come le lingue umane potrebbero funzionare. L'Ithkuil è progettato per condensare grandi quantità di informazioni linguistiche usando meno parole e più brevi rispetto a quelle presenti nelle lingue evolutesi naturalmente; la maggior parte delle espressioni in altre lingue appaiono molto più brevi quando tradotte in Ithkuil.
Nel 2022 Quijada ha pubblicato la quarta versione del linguaggio, il New Ithkuil.

## Descrizione della lingua
LessicoIl lessico consiste potenzialmente di circa 3.600 parole radici (di cui solo circa duemila sono state implementate finora), ognuna costituita da 2 o 3 consonanti; ogni radice può essere modificata attraverso l'applicazione di regole grammaticali estremamente complesse che rendono possibile creare un vasto numero di derivazioni.
FonologiaL'Ithkuil usa un sistema fonologico complicato (65 consonanti e 17 vocali) basato su suoni di una varietà di lingue come il ceceno o l'abkhazo. Può risultare molto difficile per un locutore di una tipica lingua occidentale indoeuropea pronunciare alcuni dei suoni.
MorfofonologiaL'Ithkuil è innanzitutto una lingua sintetica e secondariamente agglutinante. La morfofonologia utilizza sia mutazioni consonantiche che vocaliche, cambiamenti nell'accentuazione e nel tono, e molti tipi differenti di affissi, inclusi prefissi, suffissi, infissi ed interfissi.

## Possibili vantaggi
L'ipotesi di Sapir-Whorf postula l'esistenza di una connessione tra le caratteristiche della lingua nativa di una persona e le capacità cognitive della persona stessa e, di conseguenza, tra la velocità di locuzione e la velocità del pensiero umano. Stanislav Kozlovsky ritiene che un parlante nativo di Ithkuil possa pensare ad una velocità oltre cinque volte maggiore rispetto ad un parlante di una tipica lingua naturale.
Tuttavia non esiste nessuno al mondo che sia in grado di parlare l'Ithkuil fluentemente, incluso il suo stesso creatore: «Non parlo Ithkuil, non l'ho mai fatto, mai lo farò, né mai l'ho sostenuto.» 
Dopo la pubblicazione di un articolo sull'Ithkuil sulla rivista russa Komp'juterra ("Velocità del pensiero" di Stanislav Kozlovsky, «Компьютерра», N°26-27, 20 giugno 2004), molti russi ed ucraini contattarono Quijada ed espressero il loro interesse nell'apprendere la lingua. Quijada ha recentemente affermato  di aver lavorato ad una completa revisione della morfofonologia della lingua per semplificarne la pronuncia (come richiesto da molte persone interessate ad apprendere la lingua) riducendo il numero dei fonemi da 82 a 62, ma ha anche detto che, ancora per qualche anno, non avrà tempo di revisionare la grammatica di riferimento presente sul sito web ufficiale.